# なつぽち
『なつぽち』は、Windows上で動作する、18禁恋愛アドベンチャーゲームソフト。
2006年11月22日、有限会社彩牙のブランド・ALcotより発売された。

## 作品概要
ジャンル名「ハートウォーミング恋愛御伽草子」として、神や妖（あやかし）といった人ならざる者が登場する、現代の御伽草子という雰囲気を持つ作品。
キャッチコピーは「そこは、夏の思い出が詰まった、優しいにおいのする場所でした」。
同様の他作品と比べて、効果音が細かく設定されている。足音（音の大小で遠近を表現したりスリッパや革靴などで変える等）やドアの開閉音（通常の開閉音や激しく閉める音などを使い分け）などの他、「買い物袋を足元に置いた音」や「ベッドに腰掛けた時のきしみ音」など、通常は設定されないような音まで設定され、臨場感を高めている。
セリフ回しに、他作品（ゲームに限らずアニメ等も）や有名人の名ゼリフといったパロディが多数織り込まれている。また、ALcotの過去作品に関するものもいくつか埋め込まれている。

## ストーリー
田舎町で育った主人公・相楽 仁（さがら じん）は、代々続く家業の退魔師を継ぐことを何としても避けたく、東京の大学へ進み教師の道を選ぶ。しかし、大学卒業時に、都会での教師としての働き口にありつけず、故郷の母校からの誘いに渋々ながら応じる。実家に戻らないために、わざわざ母校近くにアパートを借りたはずが、故郷に着いたら実父によりアパートは解約されていた。
義妹・美咲の願いもあり、実家に戻り生活を始める仁。そして、夏休み1週間前に赴任した母校には、駅で出迎えてくれたかつての恋人・千歳のほか、腐れ縁の友人・真も教師として勤めていた上、担任となったクラスには美咲に加え、幼なじみの隣家の娘・かりんまでいた。
そして、何だかんだで疲れ切った赴任初日の帰路、美咲とともに家に向かう仁は、小さな子狐を拾う。それをきっかけに仁の周囲は、誰も予想だにしなかったような、とんでもないできごとが次々と起こる、激動の夏となっていく。
たとえ血縁がなくても、みんなが家族と思える場所。温かくて居心地がよく、笑いの絶えない家。そんな、誰もがいつまでも続いてほしいと思い願う、楽しく平穏な日々。しかし、それはつかの間のこと。いつか、そんな日々は終わりを告げる。
すべてのヒロインについて、世間では許されない恋愛関係、ということへの挑戦を描いている。
- 美咲 - 義理の関係とはいえ、兄と妹の恋愛
- 千歳 - 生まれつき、荒ぶる神の封印のための器として定められた“贄”たる巫女の女性との恋愛
- 霧絵 - 人と神との恋愛
- 綺沙羅 - 人と妖との恋愛

## 主な登場人物

### 主人公
相楽 仁（さがら じん）
本作の主人公。プレイヤーキャラクターであり、この人物の視点で物語が進む。
代々退魔師の家柄の嫡男で、本来は退魔師を継ぐことを望まれているが、父・秀真のあまりのちゃらんぽらんさと、自分以外により定められた人生を歩むことを嫌い、高校卒業を機に家を出て都会の大学へ進み、教員免許を取った。そのまま都会で教師になろうとしたが、採用試験にことごとく落ちてしまったところへ、郷里の出身高校から教師としてのオファーがあり、帰郷することになる。
教師を志望したのは、中学の頃にグレかけていた時に出逢った教師に感銘を受け、自分もそういった教師になりたいと思ったことから。
夏休みの1週間前に、母校の新任教師として赴任した。着任直後より、義妹の美咲や、隣家のかりんがいるクラスの担任となる。担当教科は日本史。
退魔師の家系だけに、人ならざるものの気配などを感知する能力がある。霧絵が人間でないことも、正体がわかる前から感づいていた。
体術もそれなりに身についていて、高さ3mほどの屋根などに飛び上がることができる（特殊な術の力で肉体能力を高めている）。
朝が弱く、特に寝起きが悪い。美咲のほか、霧絵・綺沙羅・かりん・千歳・ハナなどの女性陣に起こされる毎日。しかもハナ以外の女性を寝ぼけて抱き寄せた挙句、無意識にセクハラする癖がある。
考えていること（特にえっちなこと）がすぐ顔に出る。かりんなどに、よく「やらしー顔してた」などと突っ込まれる。
色恋沙汰には少し鈍感。千歳にも、よく「鈍い」と言われている。
愛称は「仁ちゃん」。千歳やかりんには、こう呼ばれている。
綺沙羅に剣術を教えた霧絵に、大切な人々を守れる力を身につけるために剣の指南を受ける。

### ヒロイン
霧絵（きりえ）
声：金田まひる
美咲と仁が下校時に見つけた、道ばたで倒れていた子狐。
相楽家に来た晩とその翌晩、台所に忍び込んで冷蔵庫を荒らしていた。どちらも仁に見つかり、初日はうまく逃げたものの、2日目に捕まった。
正体は、鏑木神社に祀られている土地神。しかし、ある事情によりほとんどの神通力を失ってしまい、神社に戻ることすらできなくなっている（と、本人が語っている）。
髪の色はフォックスゴールド。全体にショートヘアーだが、後ろの1束だけは身長と同じぐらい長い。頭には、先端が黒い“狐耳”がある。瞳はあずき色。大きくてふさふさのしっぽが2本ある。
神だけに、やや古風かつ尊大な口調でしゃべる。
冷蔵庫荒らしをしたことからわかる通りの食いしん坊。狐の神様らしく、油揚げやそれを使った料理（いなり寿司など）が大好物。
相楽家に来た当初の人間としての姿は、小学生低学年程度（神通力がほとんどなくなっていたため）。仁にはいきなり「ちんくしゃ」と言われた。見かけも行動も、神の威厳などは欠片もなく、ふだんは仁や千歳たちにおもちゃ扱いされる始末。
動物扱い（ケダモノやペットと呼ばれる等）されると怒る。仁には「神なのだから敬え」と言うが、美咲や千歳、かりんなどに「キリちゃん」と呼ばれても、気にする様子はない。
火の属性を持っている。本気で怒ると、多数の狐火（青い火の玉）を出して攻撃する。人間がこれに当たると、普通に火傷する。
仁たちに拾われた後、しばらくの間は相楽家からあまり離れることができず、仁や美咲が学園に行っている間などは1人で留守番をしている。
留守番中の暇つぶし用に仁が貸したテレビゲームにはまった。特に対戦格闘系が好みだが、素質がないらしくなかなか勝てない。
かりんが遊び道具として持って来たトランプにもはまるが、ポーカーフェイスができないので負けまくっている。
神通力が回復すると、本来の大人の姿になる。髪や耳などは同様だが、しっぽは九尾に、胸は千歳よりわずかに小さいものの、かなり巨乳の美人になる。この姿での瞳は蘇芳色。プロポーションも抜群。声も大人の女性のものになる。
スイカには塩をかけない派。自然そのままの味わいを大切にしているらしい。
かつて人間たちに裏切られた後は、妖狐として暴れていた（人を殺したりもしていた）。敬愛する皇子様が祟り神と化し、その封印に力を貸して神となってからも、関係を持てるのは鏑木の巫女ばかりで、その心は孤独だった。そのため、自分を家族として温かく受け入れてくれた相楽家をいたく気に入り、神社に戻れる力が回復しても相楽家を離れたがらない。
弱点はしっぽ。「耳に吐息」にも弱い。永き時を生きて来たが、仁と出逢うまで生娘のままだった。
相楽 美咲（さがら みさき）
声：松永雪希
戸籍上は、仁の義妹（血縁としては従妹だが本人は仁が家を出る頃まで知らなかった）。年齢の割にスレンダーな体形。特に胸が小さめで、逆にお尻は少し大きめ（これらは、本人はとっては大きな悩み）。
黒鳶色のショートヘアー。サラサラだが、ザンギリなので少しボサボサ。
首に、青緑色の石のペンダントをつけている。これは実母の形見で、魔除けの効果があるらしい。
憑坐（よりまし - 死人の霊などを自身に宿らせやすい体質）で、悪霊などに狙われることがある。また、墓参りの時に実母である沙久美の霊が宿り、仁と会話したこともある。
ふだんは控えめでおとなしいが、仁と秀真がケンカした時などは、場を仕切ることもある。明るく無邪気さにあふれた“ひまわりのような笑顔”が印象的。
仁を「にーちゃん」と呼ぶ。父の秀真が留守がちだったため、小さい頃から仁が父親代わりで、仁にはなついている。小さい頃は、泣き虫で甘えん坊だった。
幼い頃から母親代わりとして家事を担当していて、特に料理の腕前は元々素質があった上、料理上手のハナ婆ちゃんに仕込まれ、すでにセミプロ級。学園では「家庭科の女王」の異名を持つ。
千歳と仁がかつて恋人同士だったということは知らない（知り合いということは知っていた）。
学園では園芸部に所属し、野菜専門。「花が楽しめて、収穫もできる」作物を育てている。
小さい頃から、人一倍の怖がり。肝試し企画もあまり乗り気ではなかった。肝試し中は、2番目のチェックポイントで泣き出してしまった。
仁が他の女の子とえっちなことをしようとするのは許せない。即座に、仁にお盆や電気ポット、招き猫の置き物などを投げつける。その狙いは的確で、夜店では輪投げが得意。
文系の科目はそこそこ得意だが、理系科目は苦手。
弱点は耳。かりんによって開発されたという話もある。
鏑木 千歳（かぶらぎ ちとせ）
声：涼森ちさと
仁の元恋人。「若さゆえの過ち」で、高校生の頃に仁と肉体関係もあった。仁より1歳年上。仁とは真の紹介で出会った。
黒いロングヘアーをポニーテールにしている。瞳はかすかに緑色を帯びた金色。胸は巨乳（Fカップ）。私服はチューブブラにホットパンツという、なかなか露出度の高いものを好む。学園では、派手な赤いスーツを着ている。
明るくさっぱりした性格。ただし、時々笑顔にかげりが見えることがある。
愛車は大型の赤いスポーツワゴン。学園へもこの車で通勤している。相楽家は通勤路の途中にあり、よく仁を送迎している。運転は上手いというよりレーサー並みで、山道などを好きに運転させると同乗者は恐怖を味わうことになる。レーシングゲームでも、そのテクニックは変わらない。
仁が東京に出た4年前、仁を振った。それ以来、仁が帰郷するまで、仁とはまったく音信不通だった。
酒（特にビール）が好きだが、それほど強いわけではない。
ハンバーガーなどのファーストフードも好物。もともと食べたことがなかったが、かつて仁とつき合っていた頃に、デートで必ずといっていいほどファーストフード店に誘われていたため、いつの間にか好物になってしまった。
鏑木神社の一人娘で、ある程度成長するまで、神社の中で育てられた。そのため、他人との関わり方がわからず、学校へ通うようになっても孤独だった（そんな千歳を、あちこち引っ張り回すことで、そうと気づかずに孤独から救い出したのが仁だった）。
本来なら巫女となり跡を継ぐべき人物だが、「仁と同じ世界を見てみたい」との思いで、人生の選択肢の一つとして教員免許を取り、学園の教師となっている（一生続けるかどうかは決めていない）。担当教科は古典。
神社の娘としては、まったく関わっていないわけではなく、時々は巫女としての仕事もしている。しかし、あからさまにではないものの、周囲からは早く教師をやめて巫女に専念するようにとの圧力をかけられている。古くからのしきたりにより、従兄の真との婚約が決まっていた。
美咲やかりんとは、学園の教師と生徒という関係に加え、仁という共通の知り合いがいることで親しくなった。
美咲やかりんをはじめ、女生徒たちには「千歳先生」と呼ばれている。仁にとっては、1つ年上の先輩教師という立場でもある。
父親はかなり厳格な人物だが、どう説得したのか巫女にもならず外泊も自由という立場を手に入れている。
秀真がしばらく相楽家を留守にした間、仁の監視（万が一にも美咲を襲わないように）という名目で、秀真の依頼と公認のもと、相楽家に泊まり込む。
実は暗所恐怖症。正確には「暗闇の中にいる何か」に対して極端な恐怖感を抱いている。また、虫系や爬虫類系も苦手。川に遊びに行った時、仁に石の下の虫を見せられてパニックになってしまったほど。
コスプレマニアだが、自分が着るのではなく、気に入った生徒や霧絵に自作のコスチュームを着せて（さらにその姿を撮影して）喜ぶ。裁縫が得意。
料理は経験が少なすぎるために下手。
弱点は胸。それは、仁により開発されたという話もある。
綺沙羅（きさら）
声：風華
妖狼（人狼）の娘。
銀色のロングヘアー。前髪も長く、普段は右目を隠している。瞳は左目が金色、右目が碧色のオッドアイ。髪の一部のように見えるほど毛足の長い耳があり、先端の毛は少し黒くなっている。
鮮やかな藤色の和服を愛用する。武器は日本刀で、常に携行している。剣の腕前は超一流レベル。しかし、それは霧絵に習ったもので、霧絵には勝てないという。
霧絵が土地神となる前の妖狐の頃に、一緒に暮らしていた。霧絵を「姉様」と慕う。
かつて、人間の退魔師に封印されたことがあり、人間を憎んでいた。
思い込みが激しいところがあり、霧絵が仁たちによって相楽家に幽閉されていると誤解し、救い出そうとして現れた。
肝試しの夜、地震で出現した悪霊たちが美咲たちを狙っていたのを、仁とともに防ぐ。その時、霧絵が妖には使えないほど強大な神通力を使うところを見て、初めて霧絵が妖から神になっていたことを知った。
仁に果たし合いを申し込み、負けたら「この身を自由に」と約束した。その通り、仁に（やや姑息な手段のせいながらも）負けてしまったが、美咲や千歳に毒気を抜かれ、霧絵にも諭されて、相楽家に居候することになる。
後に、霧絵の特訓を受けた仁の再戦を受け、今度は純粋に剣術のみで完敗。以後、仁を「主様」として付き従うようになる（狼は自分より強いものに絶対服従）。
本来は素直で、優しくしとやかな性格。相楽家に居候するようになってからは、仁を「仁様」と呼ぶ。立ち居振る舞いも優雅かつ上品で、大和撫子と呼ぶにふさわしい。家事も一通りこなし、よく美咲の手伝いをする。
優しく温かい相楽家の雰囲気を何よりも大切に思っていて、自分のせいで仁と美咲・千歳・秀真などとの関係が悪くなることを極端なまでに恐れている。
ゲームに関しては筋がよく、初めてゲーム機を触ってから数分で霧絵より上手くなってしまうほど。
匂いで追跡ができる嗅覚のほか、傷をなめて治療する力なども持っている。また狼だけに、月の影響を強く受け、満月が近いと体調に変調をきたすことがある。
かりんには「キサちゃん」と呼ばれている。
極めて長い年月を生きて来たにもかかわらず、男性経験はまったくなかった。仁が「初めての男」となる。
やや濃いめの味を好むらしく、スイカには塩をかける派で、味覚に関しては霧絵と意見が対立している。
弱点は首筋と背中。かつて、霧絵にもよくいじられていた。

### サブキャラ
日比野 かりん（ひびの かりん）
声：青山ゆかり
相楽家の隣家に住む少女。祖母のハナが仁や美咲の世話をしていた関係で、相楽兄妹とは幼なじみ。美咲とはクラスメイトでもあり、大親友。さらに、仁が担任となるクラスに所属している。
サーモンピンクのロングヘアー。通学時は後ろで髪留めやリボンでまとめたアップにしている。瞳は灰色。胸は平均以上に大きい。また、脚が特にきれい（ほっそり、というよりは健康美にあふれている）。食いしん坊だが、幸いなことに「食べても太らない」タイプ。
フランクな性格で、幼なじみの美咲を「みさきち」と呼ぶ等、親しい友人知人は愛称で呼ぶ。仁のことを、ふだんは「仁ちゃん」と呼んでいるが、学園内では何とか相楽先生と呼ぶ（しかし他の教師などの目がなければ「仁ちゃん」呼ばわり）。昼休みには、仁たちと昼食をいっしょにするため、職員室の入口で仁の名前を大声で連呼する。千歳は、学校以外では「ちー姉（ちーねぇ）」と呼ぶ。
けっこう耳年増。千歳が「5年前に巫女の資格をなくした」と聞いて、訳知り顔でニヤニヤしていたほど。
ややレズっ気がある。特に美咲が大好きで、顔を見ると抱きついたり、胸をもんだりする。美咲の恋を応援していて「風呂場で裸で迫ってしまえ」等と、過激な入れ知恵をしたりする。
「にゅふふ〜」や「〜にゃ」といった、猫っぽい言葉づかいをすることがよくある。
両親が商店街で経営するパン屋兼喫茶店「Caplinal」の手伝いをしている。自称「看板娘」。
秀真がしばらく家を留守にした時、千歳が相楽家に泊まり込むという話を聞き、負けじと美咲の部屋に泊まり込む。
スポーツ万能で、多くの運動部から誘いを受けているが、家の手伝いを重視していて、クラブには所属していない。
美咲と同様に、ハナに料理を仕込まれているため、一通りの料理はできる。腕前は美咲には及ばない。
霧絵とは気が合うらしく、格闘対戦ゲームでよく対戦する。
ふだんの元気さとは裏腹に、美咲を上回るかなりの怖がり。怪談やお化け、幽霊のたぐいは苦手。肝試しの話も、かなりやせ我慢していたが、最初のチェックポイントのところで仁におどかされた途端、大泣きして怖がりであることをさらけ出した。
金魚すくいが得意で、夜店の金魚すくい屋のおっちゃん泣かせ。
扱いはヒロインたちと同等だが攻略対象ではない。明るく元気な“にぎやかし”担当。
駒宮（こまみや）
仁のクラスの少女。かりんと同じぐらい、元気で活発。
明るい朱鷺色のショートヘアー。おでこの両側とその下の4か所で薄桃色のリボンで髪を束ねている。大きな目で、瞳も朱鷺色。
美咲やかりんと仲よしで、昼食もいっしょ。
好奇心が旺盛で、特に仁の女性関係には興味津々。怖いものも大丈夫。夏のイベント第1弾として、学園での肝試しを企画した。
かりんには「駒ちゃん」と呼ばれている。
仁にも興味を抱いている。
榊（さかき）
仁のクラスの少女。かりんや駒宮よりは少し落ち着いた雰囲気。成績優秀な優等生。
砂茶色のロングヘアー。頭の左右やや後ろで、白いリボンで一束ずつまとめている。瞳は灰色。
美咲やかりんと仲よしで、昼食も一緒。
仁の就任初日から、仁に対して好意を抱いた。
“西園寺と真”の「美男子コンビ」の関係にも興味を持っている。さらに、仁が赴任してからは“西園寺と仁”の組み合わせも噂になりつつある。いわゆる腐女子の予備軍。
おとなしそうな外見とは裏腹に、夜店では射的が得意。
声は設定されているが、声優は特定されていない。
乾 真（いぬい まこと）
声：浜風敏太
仁の幼なじみで、かつての遊び友だちにしてライバル。仁より1つ年上で、千歳と同い年。
金色のショートヘア。瞳は碧色。一応、そこそこの涼やかな顔立ちの美男子である。カーキ色のスリーピーススーツを愛用。
千歳と同じく、仁たちの母校で教師になっている。専門科目は物理。仁はそれを知らされないまま学園で真と教師どうしとして再会し驚くことになった。
仁と同じく、西園寺学園長に気に入られている。
外見と違い、極めて生真面目な性格。仕事は持ち帰らない主義で、遅くまで学園に残っていることが多い。
幼稚園から高校卒業まで、仁とは腐れ縁だったが、同じ学園の教師となって、腐れ縁がさらに続いている。
千歳と同じく、仁にとっては1つ年上の先輩教師という立場でもある。
実家の乾家は、鏑木家と並ぶ地元の有力な旧家。実は、千歳は従妹。
古くからのしきたりにより、千歳との婚約が決められていた。
西園寺（さいおんじ）
現在の学園長。男性だが、女性のような美形。金色のストレートロングヘアーで、瞳は茶色。小さな眼鏡をかけている。学園長とは思えない若さで、口調は穏和。同性愛の気があるようで、仁のことを気に入っている様子。放課後などに、やたらと「2人きりになれる場所」へ誘ってくる。
まるで忍者のように、気配をまったく感じさせずに近づいて来て、突然話しかけてくる。
駒宮が企画した肝試しを二つ返事で許可した上、チェックポイントなどの準備も1人でやってしまう等、生徒とのイベントには極めて協力的。
声は設定されているが、声優は特定されていない。
相楽 秀真（さがら ほつま）
声：一条和矢
仁の実父。鳶色でボサボサのショートヘアー。あごに無精ひげを生やしている。普段は派手なアロハシャツに白いジャケットという遊び人風の服装をしている。だいたい、いい加減でちゃらんぽらん。
ふだんの言動からは想像もつかないが、実は非常に優秀で強力な退魔師（代々退魔師である相楽家の第17代）。退魔の際は、闇色の和装に身を包み、日本刀を携える。
仁が家業の退魔師を継ぐのは義務と考えていて、それに必要な才能があることも知っている。
退魔師として体術の心得もあり、高さ3mほどの屋根などに軽々と飛び上がることができる（特殊な術の力で肉体能力を高めている）。
湯上がりなどに、全裸のままで仁や美咲の前に仁王立ちになったりする。
かつて「若さゆえの過ち」で、妖と交わったことがあるらしい。
かりんと同じぐらい金魚すくいが得意。夜店の金魚すくい屋のおっちゃんを遠慮なく泣かせる。
妻の沙久耶を溺愛していて、その妻が亡くなった時は自暴自棄になりかけた。また実弟がいたが、妖との戦いで命を落としている。妻や弟を守れなかったことが、深い心の傷となっている。
とにかく「おいしい場面」で登場する。
日比野 ハナ（ひびの ハナ）
声：広島よしの
相楽家の隣に住む老婆。息子夫婦と、孫のかりんと同居している。
ライトブラウンの髪をオールバックにしている。ブラウンの極太逆さ八の字眉毛が強烈なアクセント。仁いわく「顔は凶悪」。
料理の腕前はプロ級で、美咲にその腕前を伝授した。
母を早くに亡くした相楽兄妹の母親代わりとして、仁・美咲を幼い頃からかわいがっていた。頑固な中に優しさを持つ。
かなり高齢だが、まだまだかくしゃくたるもので、性格や行動も豪快。相楽家にも何の気兼ねなく出入りし、朝に仁の部屋に入り込んで起こしに来たりする。すでに中年の秀真ですら、子ども扱い。
鏑木神社の氏子であり、神霊に対する敬意はきちんとしている。霧絵に対しては「霧絵様」と呼び、敬語を使って話す。
仁やかりんには「ばっちゃん」と呼ばれている。
夏場に、無駄に臨場感のある怪談話をするのが好きで、幼い頃の美咲やかりんを大泣きさせていた。
朝に仁を起こしに来る時は、その凶悪な顔をどアップにして近づけて来る。
綺沙羅を一目見ただけで気に入った。
ツッコミは鋭く、秀真も勝てない。八百屋の親父も「敵に回したくない」と言うほど。
庭に家庭菜園を作っていて、収穫をよく相楽家に持って来る。その代わり、よく相楽家で食事をしている。

### その他
八百屋のおっちゃん
仁や美咲とは幼い頃からの知り合い。美咲をいつもからかっている。久しぶりに帰郷して来た仁のこともすぐに気づいていた。
少年
個人名は出ていない。商店街で迷子になっていて、仁や綺沙羅が母親探しをした。後日、仁たちと再会した時、急に道に飛び出して事故になりかけたところを、綺沙羅に救われた。
相楽 沙久耶（さがら さくや）
仁の母親。すでに亡くなっている。公的には病死となっているが、実際の死因は違う。
相楽家の蔵の片隅の箱に、日記帳を残していた。
双子の妹で、姉は沙久美。旧姓は八坂。
沙久美（さくみ）
仁にとっては伯母であり、美咲の実母。沙久耶の双子の姉。
妹の沙久耶が若くして亡くなった後、甥である仁をかわいがっていたが、若くして実娘の美咲が1歳になってほどなく世を去った。すでに夫は亡く、身寄りがなくなった美咲は秀真が養子として引き取り、仁の妹として育てた。
仁が4年ぶりに沙久耶の墓参りに行った時、美咲の身体を依代として仁と会話をした。
蛇神（へびがみ）
蘇芳市内の湖にある祠に封じられている、強力な悪霊。邪悪で巨大な白蛇の姿をしている。「水津霊（みずち）」とも呼ばれ、水の属性を持つ。
元は、はるか昔にまだ妖だった霧絵と、綺沙羅を助け保護した、心優しい土地神。神となる前、人であった頃は「地祇皇子（ちぎのみこ）」という名の穏やかな女性で、現在の蘇芳市付近を治めていた。霧絵や綺沙羅には「皇子様（みこさま）」と呼ばれている。
神となってからも、その土地と人々に恩恵を与えていたが、ある日突然、外から来た他の神の差し金により、土地の人々に裏切られて土地を追われた上、他の神により封印された。その恨みがすさまじい怨念となり、祟り神として復活した。
数百年前、霧絵と、相楽・鏑木・乾の3家の当主の協力で、何とか封印することに成功。これにより、妖狐だった霧絵が土地神に昇格し、鏑木神社に祀られた。
封印は完全ではなく、時とともに緩み、邪神の一部が漏れ出して霊障を引き起こすことがある。また、封印を継続するためには、鏑木の巫女が必要とされている。
「スッシー」の正体。
蛇神、地祇皇子とそれぞれ声は設定されているが、いずれも声優は特定されていない。
スッシー
蘇芳市内の湖にいるという謎の巨大生物。古代恐竜の生き残りらしいと言われているが、地元テレビ局 (SBS) が話題にしているだけとの話もある。
正体は、蛇神の影。

## 主な舞台
蘇芳市（すおうし）
物語の舞台となる某県内陸部の町。地方の小規模な田舎町だが、駅前や商店街はそこそこにぎわっている。地元商店街の衰退という問題もない。
仁たちの住むエリアは、上蘇芳駅が最寄り。2年ほど前に駅の付近や商店街がリニューアルされ、おしゃれな感じの町になっている。
街中を川が流れている。護岸が整備されていて、自然の川という感じではない。霧絵（が化けていた子狐）は、この近くで仁たちに拾われた。ただし、仁の家から車で30分程度の場所には川遊びに適した、湖に注ぐ支流の川がある。
大きな湖があり、その中には小島がある。また、湖のほとりには祠があり、祟り神を封印している神鏡が祀られている。
なぜか、仁が帰郷してから、大きめの地震が連発する。
相楽家（さがらけ）
純和風の平屋建て日本家屋。庭に面して長い縁側がある。庭には古い土蔵が建ち、また小さな畑があって、美咲が食材になる野菜などを育てている。
霧絵によると、霊脈の要に位置していて、神通力の回復ができる場所らしい。
本宅の周囲には、秀真により妖避けの結界が張られている。普通の人間にはまったく影響はなく、結界の存在すら気づかないが、悪意を持つ霊的存在は跳ね返される。当初、綺沙羅は通れなかったが、霧絵が軽くいじって、綺沙羅は問題なく通れるようになった。
居間には大型液晶テレビがあり、仁が持ち帰ったテレビゲームが接続されていて、ほぼ毎日霧絵がプレイしている。
夏の間、縁側には風鈴が下げられ、涼やかな音を響かせている。
学園
仁や千歳が教師として勤め、美咲やかりんが生徒として通う男女共学の高校。仁や千歳の母校でもある。
それなりに歴史があり、いわゆる「学園の七不思議」もある。
学園長は、仁が生徒の頃は白髪の老人だったが、今は若い西園寺になっている。
相楽家からは、歩いて20分ほど（千歳の車なら約5分）。
校舎の屋上は出入り自由で、天気のよい昼休みにはランチスポットとなる。仁も、美咲・かりん・駒宮・榊（時に千歳も）といっしょに屋上で昼食を楽しむことが多い。
女子の制服はセーラー服ベースのデザインで、上着のえり回りや袖口と、スカートは明るいモスグリーン。それ以外はクリーム色で、上着は胸の下あたりまでしかない。リボンは黄色。ブラウスは白で、上着の下、腹部から腰のあたりまでの長さ。前後と左右が大きくV字型にカットされている。
学園の七不思議のうち、以下の3つが明らかにされている。
1. 夜中に、校舎奥の西階段（昇降口から遠く、普段からほとんど使う人がいない）を1段ずつ数えながら上ると、最後の1段（12段目）を上がり終えた直後、ないはずの次の段（13段目）を数える声が聞こえる。
2. 3階の女子トイレで、夜中に一番奥の個室の扉を5回ノックすると、誰もいないはずなのに5回のノックが返される。
3. 音楽室のベートーベンの肖像画が、夜中に笑い声を上げる。

鏑木神社（かぶらぎじんじゃ）
相楽家のある一帯を治める、歴史ある神社。千歳の自宅でもあり、かなり規模が大きい。朱色の大鳥居があり、本殿もかなり大きい。また、広い舞殿がある。
夏祭りはそこそこ大規模で、県外からも見物客が多数訪れる。夏祭りでは日中、舞殿で祟り神の封印の戦いを伝える神楽が行われ、千歳が巫女として舞を披露する。
祀っている神の本体である霧絵が不在となってしまい、一時は大騒ぎになった。
神域なので相楽家のものよりも強力な妖避けの結界が張られている。そのため、綺沙羅は近づくことができない。
Caplinal（カプリナール）
かりんの両親が、仁が戻って来た年の春に開いたばかりの喫茶店。商店街にある。元々パン屋を経営していたが、新たに喫茶店を開設した。
板張りの床にレンガを模した壁など、ナチュラルな雰囲気の内装。
学園の放課後や休日には、かりんが「看板娘」としてウェイトレスの手伝いをしている。

## その他設定
SBS
蘇芳市内の地元テレビ局（Suoh Broadcasting System)。湖の「スッシー」の取材を熱心にやっている。また、相楽家には綺沙羅を取材に来た。かなり執念深い女性レポーターがいる。

## スタッフ
- プロジェクトマネージャ：河原巽
- シナリオ：宮蔵・時乃・空下元
- 原画：中村和泉・蒼魚真青・コミズミコ
- 音楽：Manack
- ムービー：ぱきら

## 主題歌
オープニングテーマ「Days」
歌：真理絵 / 作詞：宮蔵 / 作曲・編曲：Manack
挿入歌「久遠」
歌：KIRIKO / 作詞：宮蔵 / 作曲・編曲：MANYO (Little wing)
エンディングテーマ「ひまわり」
歌：霜月はるか / 作詞：宮蔵 / 作曲・編曲：MANYO (Little wing)
- ※各トゥルーエンディングでは、各ヒロインごとに、直前に表示されるヒロインの最高の笑顔のイラストがセピア調の画像で写真のように画面表示される。

## ゲーム中の音楽
1. あさがおの笑顔
2. 向日葵は陽射しを追って
3. ちんまくても神様
4. 侍乙女はかくありき
5. 豪放オヤジ行進曲
6. 陽射しの下の笑顔
7. 夜風、涼やかに
8. 朝露、零れて
9. 笑顔に隠した真実（ほんとう）
10. つかの間のやすらぎを
11. 遠吠えは月に、悲しく響く
12. 変態オヤジの憂鬱
13. 焦燥のラビリンス
14. わくわく相楽ランド
15. いいだせなくて
16. 円卓（ちゃぶだい）の騎士達
17. いたづらっこ世にはばかる
18. 真夏のサンシャイン・アイズ
19. 揺れるアンバランス・デイ
20. 炎の舌が揺らめく時
21. 退路なき運命、再び
22. 今日という日が終わっても
23. 雨降りて、いまだ止まず……
24. もう一度スクールデイズ
25. 祈りを神楽に託し
26. 勿忘草の花束を
27. 想い、かなう時
28. 愛を刻んで
29. 穏やかな目覚め
30. 疾風一閃

## JANコード
- DVD-ROM版 : 4580184280093

## 付録・特典等
初回限定版特典オリジナルサウンドトラック
オリジナルサウンドトラックCDの2枚組。BGM全曲のほか、OP・挿入歌・EDのフルバージョン、オフボーカルバージョンなどを収録している。
予約特典CD「スペシャルディスク」
約26分のオリジナルドラマ「かりんちゃんのワクドキTHE-DANKAI」が収録されている。ヒロイン4人とかりんが、日比野家が経営する喫茶店を貸切にして行う打ち上げ座談会と、それをこっそり潜入録音しようとする秀真の様子とを収録している。

## Webコミック
製品版発売を前に、ALcotサイトに全11話のWebコミックが連載された。作画は、ゲーム本体の原画も担当している蒼魚真青。